# Mary Paillon
Marie Paillon, plus connue comme Mary Paillon, née le 26 septembre 1848 à Sedan (Ardennes) et morte 21 mai 1946 à Oullins (Rhône), est une alpiniste et écrivaine française. Elle est connue pour ses ascensions avec Katharine Richardson (en) et pour sa contribution à la Revue alpine et au Ladies' Alpine Club.

## Biographie

### Origine familiale
Marie Paillon est née dans une famille bourgeoise. Son père est chirurgien militaire en Algérie puis médecin attaché à l’hôpital de Sedan et enfin médecin de la compagnie des chemins de fer Paris-Lyon. Sa mère, Jeanne Paillon, est une alpiniste expérimentée avec des ascensions réussies du mont Blanc, du Cervin et du grand pic de Belledonne.

### Carrière
Elle commence l'alpinisme avec sa mère et son frère, Maurice Paillon. Elle rencontre Katharine Richardson, une alpiniste anglaise, en 1888 lors de l'ascension de la Meije. Elles conviennent de grimper ensemble l'année prochaine, et finalement deviennent des amis proches et des compagnes de cordée régulières. Durant l'hiver 1890, ensemble, elles traversent la chaîne de Belledonne dans le Dauphiné, et en 1891 elles font la première ascension féminine de l'aiguille méridionale d'Arves. Elles gravissent la Meije Orientale avec le guide Émile Rey en 1893, réalisant ainsi la troisième ascension du pic par des femmes, et le mont Pelvoux en 1897. À la suite de leur expédition à Pelvoux, la vue de Marie Paillon commence à se détériorer. Elle et Katharine Richardson prennent leur retraite alpine car Richardson refuse de grimper sans Paillon. Les deux femmes s'installent ensuite ensemble dans la propriété familiale des Paillon à Oullins.  
À son entrée au Club Alpin Français, Marie Paillon modifie l’orthographe de son prénom en "Mary".
Mary Paillon est devenue une écrivaine après sa retraite de l'escalade. Dans la période de 1895 à 1905, elle est l'une des trois femmes qui contribuent à la Revue alpine (éditée à l'époque par son frère) et est responsable de quatorze des dix-sept pièces écrites par des femmes. Elle écrit des biographies d'autres femmes alpinistes : Henriette d'Angeville, Richardson, Meta Brevoort et Isabella Charlet-Straton. En 1910, Paillon est élu vice-présidente du Ladies' Alpine Club.

### Dernières années avant sa mort
Après la mort de Katharine Richardson en 1927, Mary Paillon écrit dans une notice nécrologique que Katharine Richardson était « presque une sœur pour moi ». Mary Paillon est décédée en 1946 à l'âge de 98 ans, après avoir survécu à Katharine Richardson de 25 ans et ne s'être jamais mariée.